# Virslīga (2023)
Virslīga 2023 (znana jako Optibet Virslīga ze względów sponsorskich) była 32. edycją najwyższej klasy rozgrywkowej piłki nożnej w Łotwie.
Brało w niej udział 10 drużyn, które w okresie od 11 marca 2023 do 11 listopada 2023 rozegrały 36 kolejek meczów.
Sezon zakończył baraż o miejsce w przyszłym sezonie w Virslīga. Obrońcą tytułu była drużyna Valmiera. Mistrzostwo po raz drugi w historii zdobyła drużyna FK RFS.

## Uczestniczące drużyny
| Uczestnicy poprzedniej edycji | Uczestnicy poprzedniej edycji | Uczestnicy poprzedniej edycji | Uczestnicy poprzedniej edycji |
| --- | ----------------------------- | ----------------------------- | ----------------------------- |
| VAL | Valmiera FC                   | Valmiera                      | 1                             |
| BAR | Riga FC                       | Ryga                          | 2                             |
| RFS | FK RFS                        | Ryga                          | 3                             |
| MEL | FK Lipawa                     | Lipawa                        | 4                             |
| AUD | FK Auda                       | Ķekava                        | 5                             |
| TUK | FK Tukums 2000                | Tukums                        | 6                             |
| DAU | BFC Daugavpils                | Dyneburg                      | 7                             |
| SPJ | Spartaks Jūrmala              | Jurmała                       | 8                             |
| SNO | SK Super Nova                 | Salaspils                     | 10                            |
| po barażach |                               |                               |                               |
| MET | FK Metta                      | Ryga                          | 9                             |
| Awans z Nākotnes Līga |                               |                               |                               |
| FSJ | FS Jelgava                    | Jełgawa                       | 1                             |
| Oznaczenia: - kolumna pierwsza – skróty nazw drużyn, - kolumna trzecia – siedziba klubu, - kolumna czwarta – miejsce zajęte w poprzednim sezonie. |                               |                               |                               |

## Tabela
| Lp. | Drużyna           | M  | Z  | R  | P  | B+ | B- | +/– | Pkt | Kwalifikacja lub spadek                         |
| --- | ----------------- | -- | -- | -- | -- | -- | -- | --- | --- | ----------------------------------------------- |
| 1   | FK RFS (M)        | 36 | 27 | 8  | 1  | 96 | 18 | +78 | 89  | Liga Mistrzów UEFA • I runda kwalifikacyjna     |
| 2   | Riga FC (P)       | 36 | 27 | 7  | 2  | 89 | 21 | +68 | 88  | Liga Konferencji UEFA • II runda kwalifikacyjna |
| 3   | FK Auda           | 36 | 16 | 10 | 10 | 44 | 39 | +5  | 58  | Liga Konferencji UEFA • I runda kwalifikacyjna  |
| 4   | Valmiera FC       | 36 | 14 | 11 | 11 | 47 | 40 | +7  | 53  | [ i ]                                           |
| 5   | FK Liepāja        | 36 | 14 | 9  | 13 | 52 | 54 | −2  | 51  | Liga Konferencji UEFA • I runda kwalifikacyjna  |
| 6   | FS Jelgava        | 36 | 10 | 10 | 16 | 42 | 57 | −15 | 40  |                                                 |
| 7   | BFC Daugavpils    | 36 | 9  | 9  | 18 | 40 | 52 | −12 | 36  |                                                 |
| 8   | FK Tukums 2000    | 36 | 9  | 8  | 19 | 47 | 83 | −36 | 35  |                                                 |
| 9   | FK Metta (B, O)   | 36 | 8  | 9  | 19 | 41 | 63 | −22 | 33  | baraż o Virslīga                                |
| 10  | SK Super Nova (S) | 36 | 3  | 5  | 28 | 25 | 96 | −71 | 14  | spadek do Nākotnes Līga                         |

1. ↑  Valmiera nie otrzymała licencji UEFA. W rezultacie jej miejsce w Lidze Konferencji UEFA przejęła piąta drużyna Liepāja[3][4][5].

## Wyniki
| Gospodarz \ Gość | AUD | DAU | JEL | LIE | MLU | RIG | RFS | SUP | TUK | VAL | AUD | DAU | JEL | LIE | MLU | RIG | RFS | SUP | TUK | VAL |
| ---------------- | --- | --- | --- | --- | --- | --- | --- | --- | --- | --- | --- | --- | --- | --- | --- | --- | --- | --- | --- | --- |
| FK Auda          |     | 1–1 | 1–0 | 0–4 | 3–1 | 0–2 | 0–0 | 2–0 | 0–3 | 0–4 |     | 1–0 | 3–0 | 1–1 | 3–1 | 0–1 | 2–5 | 1–0 | 1–0 | 0–0 |
| BFC Daugavpils   | 0–2 |     | 5–2 | 1–2 | 1–1 | 1–1 | 0–5 | 3–0 | 3–3 | 1–1 | 0–2 |     | 1–1 | 2–1 | 4–2 | 0–2 | 0–1 | 2–0 | 3–1 | 0–0 |
| FS Jelgava       | 0–0 | 2–1 |     | 2–1 | 2–1 | 1–3 | 0–2 | 2–0 | 2–2 | 2–0 | 0–2 | 0–0 |     | 3–2 | 2–3 | 1–3 | 0–1 | 2–2 | 2–0 | 0–1 |
| FK Liepāja       | 1–1 | 1–0 | 3–2 |     | 1–1 | 0–3 | 0–3 | 2–1 | 0–1 | 1–2 | 1–1 | 2–1 | 1–1 |     | 3–2 | 0–4 | 1–1 | 2–0 | 1–0 | 1–4 |
| FK Metta         | 0–2 | 3–2 | 0–1 | 1–1 |     | 0–2 | 0–0 | 4–1 | 3–2 | 0–1 | 0–1 | 0–0 | 0–1 | 1–1 |     | 1–3 | 0–6 | 0–1 | 1–1 | 4–1 |
| Riga FC          | 2–0 | 1–0 | 2–1 | 3–1 | 4–0 |     | 1–1 | 5–1 | 5–1 | 3–0 | 1–0 | 3–0 | 3–5 | 3–1 | 1–0 |     | 2–2 | 1–1 | 4–0 | 3–0 |
| FK RFS           | 2–0 | 3–1 | 4–0 | 2–0 | 5–0 | 0–0 |     | 2–1 | 1–0 | 2–1 | 3–0 | 3–1 | 1–0 | 3–1 | 1–0 | 0–0 |     | 5–0 | 7–0 | 3–0 |
| SK Super Nova    | 0–2 | 0–4 | 2–2 | 2–6 | 0–3 | 0–4 | 1–6 |     | 2–0 | 1–0 | 0–5 | 0–1 | 1–1 | 0–2 | 1–3 | 1–5 | 0–4 |     | 2–5 | 0–2 |
| FK Tukums 2000   | 2–2 | 1–0 | 2–0 | 0–3 | 1–2 | 0–2 | 1–7 | 3–2 |     | 0–0 | 2–2 | 3–0 | 0–0 | 1–2 | 1–1 | 0–6 | 4–5 | 1–0 |     | 3–2 |
| Valmiera FC      | 1–1 | 1–0 | 2–0 | 0–1 | 1–1 | 1–0 | 0–0 | 3–1 | 4–3 |     | 1–2 | 0–1 | 2–2 | 1–1 | 2–1 | 1–1 | 1–0 | 1–1 | 6–0 |     |

## Baraż o Virslīga
FK Metta wygrała 8-2 ze Skanste baraż o miejsce w Virslīga na sezon 2024.
| 22 listopada 2023 | FK Metta                                                                                         | 6:1   | Skanste             |                                                             |
| 17:00             | Artjoms Puzirevskis 12', 55' · Lūkass Vapne 22' (k) · Mohamet Corréa 48', 60' · Bruno Melnis 70' | (2:1) | 24' Markuss Ivulans | Stadion Daugava, Ryga Widzów: 1220 Sędzia: Andris Treimanis |

| 25 listopada 2023 | Skanste                   | 1:2   | FK Metta                                         |                                                                   |
| 12:00             | Rendijs Šibass 19' (sam.) | (1:1) | 38' Artjoms Puzirevskis · 90+2' Kristupas Keršys | Skanstes Stadium, Ryga Widzów: 150 Sędzia: Vitālijs Spasjonņikovs |

## Najlepsi strzelcy
| Bramki | Strzelcy                  | Drużyna                 |
| ------ | ------------------------- | ----------------------- |
| 19     | Marko Regža               | Riga                    |
| 15     | Jānis Ikaunieks           | FK RFS                  |
| 14     | Andrej Ilić               | FK RFS                  |
| 13     | Dodô                      | Liepāja                 |
| 12     | Reginaldo Ramires         | Riga FC / FK Auda       |
| 11     | Ismaël Diomandé           | BFC Daugavpils / FK RFS |
| 10     | Jevgenijs Miņins          | Super Nova              |
| 9      | Emerson Deocleciano       | FK RFS                  |
| 9      | Raivis Ķiršs              | FK Tukums 2000          |
| 9      | Valerijs Lizunovs         | Daugavpils              |
| 9      | Victor Uchechukwu Osuagwu | FS Jelgava              |

Źródło: 